# Zale guadulpensis
Zale guadulpensis là một loài bướm đêm trong họ Erebidae.